# Tapirus kabomani
Tapirus kabomani är en omstridd art i släktet tapirer och det första uddatåiga hovdjuret på ett sekel som fått en artbeskrivning. Artepitet i det vetenskapliga namnet är hämtad från språket Paumarí som talas i västra Amazonområdet. I språket står arabo kabomani för tapir.

## Utseende
Med en kroppslängd av 130 cm, en mankhöjd av 90 cm och en genomsnittlig vikt av 110 kg är Tapirus kabomani den minsta nu levande tapiren. Jämförd med låglandstapiren (Tapirus terrestris) har arten dessutom ett bredare huvud och en mörkare päls. Skillnaderna mot andra släktmedlemmar utgörs av avvikande detaljer av kraniets konstruktion. Liksom hos centralamerikansk tapir har honor ett vitaktigt område från underkäken över kinderna till axeln. Hos Tapirus kabomani förekommer en hjässkam (Crista sagittalis) – ett kännetecken som även återfinns hos låglandstapiren och bergstapiren.

## Utbredning och ekologi
Arten lever i Amazonområdet i de brasilianska delstaterna Mato Grosso och Rondônia. En annan population är känd från departementet Amazonas i södra Colombia. Denna tapir vistas i tropiska skogar och i den angränsande savannen.
Djuret äter blad och frön från olika växter som Attalea maripa, Attalea speciosa och Astrocaryum aculeatum.

## Status
Tapirus kabomani listas inte av IUCN. Flera zoologer avvisar populationens status som art och de anser att de undersökta djuren var ungdjur av låglandstapir.